# 下茹日馬尼夫卡
49°8′29″N 33°45′43″E / 49.14139°N 33.76194°E
下茹日馬尼夫卡（烏克蘭語：Нижня Жужманівка），是烏克蘭中部的村莊，隸屬波爾塔瓦州的克雷門丘克區。該村距離蘇洛尼齊亞和舍夫琴基0.5公里，海拔高度75米，2001年人口121。